# Acacia browniana
Acacia browniana är en ärtväxtart som beskrevs av Wendl. Acacia browniana ingår i släktet akacior, och familjen ärtväxter.

## Underarter
Arten delas in i följande underarter:
- A. b. browniana
- A. b. endlicheri
- A. b. glaucescens
- A. b. intermedia
- A. b. obscura